# Data General
Data General (Kurzform DG) war ein US-amerikanisches Unternehmen der Computerindustrie. Schwerpunkt waren Minirechner und Speicherlösungen für mittelständische Unternehmen.

## Unternehmensgeschichte
Data General wurde 1968 von Edson de Castro gegründet, der zuvor die Digital Equipment Corporation (DEC) aufgrund von Unstimmigkeiten verlassen hatte. Dort war er für den berühmt gewordenen PDP-8-Rechner verantwortlich gewesen. Da er seine eigenen Ideen bei DEC nicht durchsetzen konnte, verließ er das Unternehmen, um seine eigene Computerfirma zu gründen. Mit einer Zykluszeit von 800, später 300 Nanosekunden, waren Data Generals NOVA-Rechner jahrelang die schnellsten Minicomputer im Markt. 1999 wurde Data General von der EMC Corporation übernommen.

## Marketing
Vom Start weg fiel DG mit seinem aggressiven und erfolgreichen Marketing auf. Berühmt in der Computerbranche der sechziger Jahre wurde ein Werbeplakat, das den Gründer Ed de Castro groß und grobkörnig in schwarz/weiß zeigte. Darunter stand sinngemäß: „Guten Tag, ich bin Ed de Castro. Wir verdienen unser Geld mit Computern. Und da wir sehr viel Geld verdienen wollen, bauen wir sehr gute Computer!“. Eine an Klarheit und Direktheit wohl kaum zu überbietende Aussage. Vertriebsmitarbeiter von DEC sprachen daher bei Kunden ungewöhnlich viel über „die bösen Jungs von Data General“, was wiederum deren Neugier auf DG weckte.

## Produkte

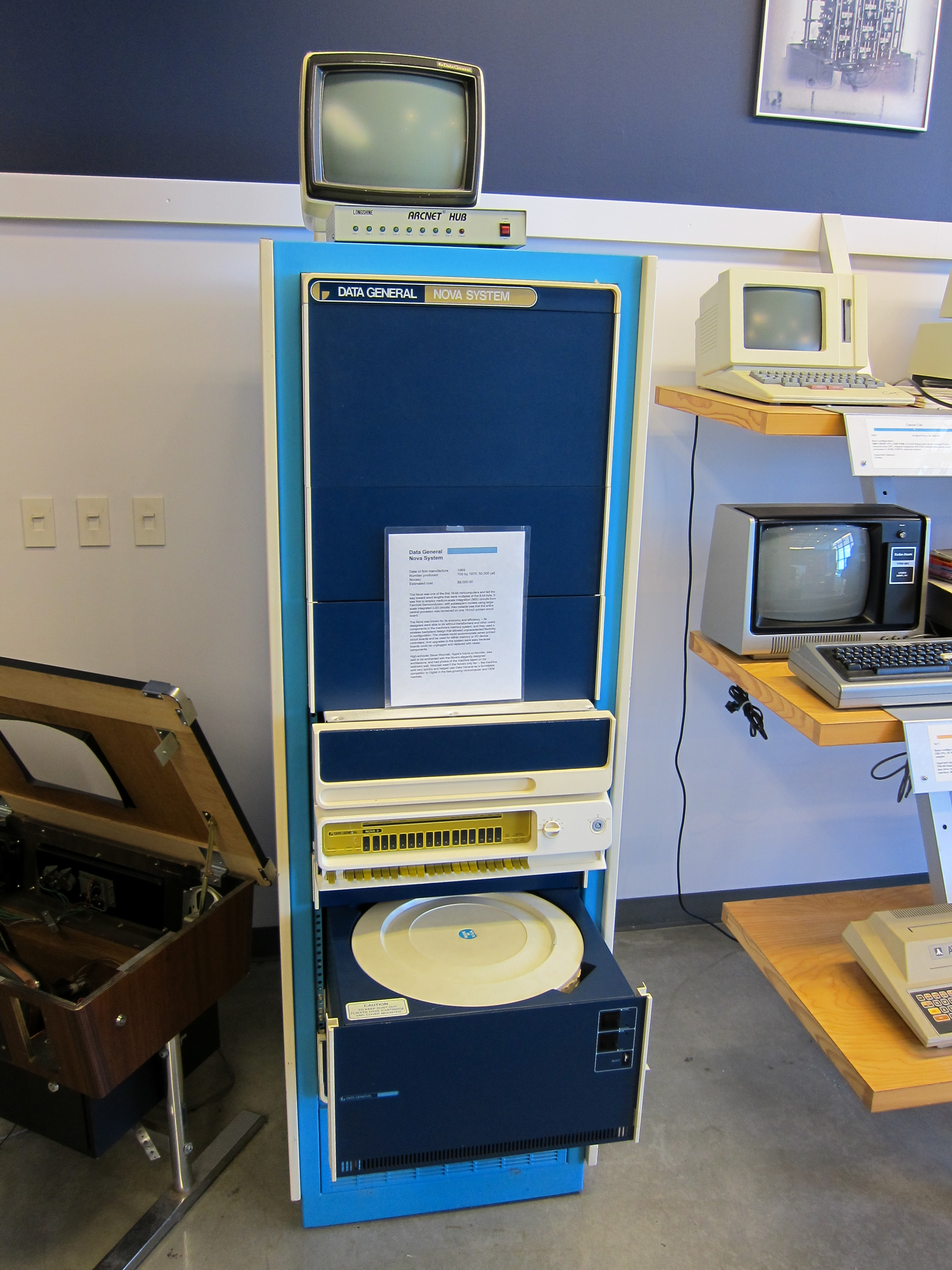
Das Data General Nova 3 System

Die ersten Rechner trugen den Namen Nova und waren 16-Bit-Maschinen. Aufgrund ihrer hohen Stabilität waren sie lange Jahre im militärischen Einsatz zu finden, vor allem bei der US Navy auf Schiffen.
Später entwickelte DG die Rechnerserie Eclipse, von der es ab 1980 auch 32-Bit-Varianten gab. Die von DG entwickelte Eclipse S/230 wurde in direkte Konkurrenz zur erfolgreichen PDP-11 von DEC positioniert. Die Schreibweise „S/230“ war nicht nur zufällig angelehnt an die vom damaligen Marktführer IBM üblicherweise verwendeten Bezeichnungen, wie beispielsweise „System/360 oder S/360“. Mitte der 1980er Jahre existierten auch vollintegrierte Bürolösungen mit Software zur Textverarbeitung, Buchhaltungs- und Betriebsabrechnungssystemen für die Eclipse-Systeme, die aber gegen die IBM-Großrechner nicht erfolgreich waren und als Minicomputer etwas zu früh im Markt waren.
1984 brachte DG mit dem Data General/One einen der ersten wirklich portablen und bedingt netzunabhängigen MS-DOS-Rechner auf den Markt. Durch seinen hohen Preis und die Verwendung von fortschrittlicher, aber nicht damals bestehenden Standards in der DOS-Welt entsprechender Technik (z. B. 3,5-Zoll-Disketten) erlangte der DG One aber am Markt nur geringe Bedeutung. 1989 brachte DG die AViiON-Rechner auf den Markt, die anfangs mit Motorola 88000-Prozessoren ausgerüstet waren und auf denen DGs eigenes Unix-Derivat DG/UX lief. Um die Leistung zu steigern wurden etliche technisch interessante Konzepte wie SMP und NUMA eingesetzt. 1992 wurde mit HADA („High Availability Disk Array“) der Grundstein für die CLARiiON-Serie von Storage-Systemen gelegt, die 1994 auf den Markt gebracht wurden.
Heute existiert das Unternehmen nicht mehr eigenständig, es wurde 1999 von EMC aufgekauft. Hauptgrund für den Kauf waren die Speichersysteme der CLARiiON-Serie. Die anderen Produkte wurden eingestellt.